# Peter Straughan
Peter Straughan (1968) è uno sceneggiatore e drammaturgo britannico.
Marito della compianta collega Bridget O'Connor, ha condiviso con lei la vittoria ai premi BAFTA 2012 e la candidatura all'Oscar alla migliore sceneggiatura non originale nell'ambito dei premi Oscar 2012 per il lavoro nel film La talpa. 
Nel 2025 vince il Golden Globe per la migliore sceneggiatura per il film Conclave (2024).

## Filmografia
- Sixty Six, regia di Paul Weiland (2006)
- Mrs Ratcliffe's Revolution, regia di Bille Eltringham (2007)
- Star System - Se non ci sei non esisti (How to Lose Friends & Alienate People), regia di Robert B. Weide (2008
- L'uomo che fissa le capre (The Men Who Stare at Goats), regia di Grant Heslov (2009)
- Il debito (The Debt), regia di John Madden (2010)
- La talpa (Tinker Tailor Soldier Spy), regia di Tomas Alfredson (2011)
- Frank, regia di Lenny Abrahamson (2014)
- All'ultimo voto (Our Brand is Crisis), regia di David Gordon Green (2015)
- L'uomo di neve (The Snowman), regia di Tomas Alfredson (2017)
- Il cardellino (The Goldfinch), regia di John Crowley (2019)
- Conclave, regia di Edward Berger (2024)

## Riconoscimenti
- Premio Oscar
  - 2012 - Candidatura alla miglior sceneggiatura non originale per La talpa
  - 2025 - Miglior sceneggiatura non originale per Conclave
- Premio Emmy
  - 2015 - Candidatura alla miglior sceneggiatura in una miniserie o film per Wolf Hall
- Golden Globe
  - 2025 - Miglior sceneggiatura per Conclave
- Premi BAFTA
  - 2012 - Candidatura al miglior film britannico per La talpa
  - 2012 - Miglior sceneggiatura non originale per La talpa
  - 2025 - Candidatura al miglior film britannico per Conclave
  - 2025 - Candidatura alla miglior sceneggiatura non originale per Conclave
- Critics' Choice Awards
  - 2025 - Candidatura alla miglior sceneggiatura non originale per Conclave